# 阿韋內爾峰
46°25′2″N 7°0′17″E / 46.41722°N 7.00472°E

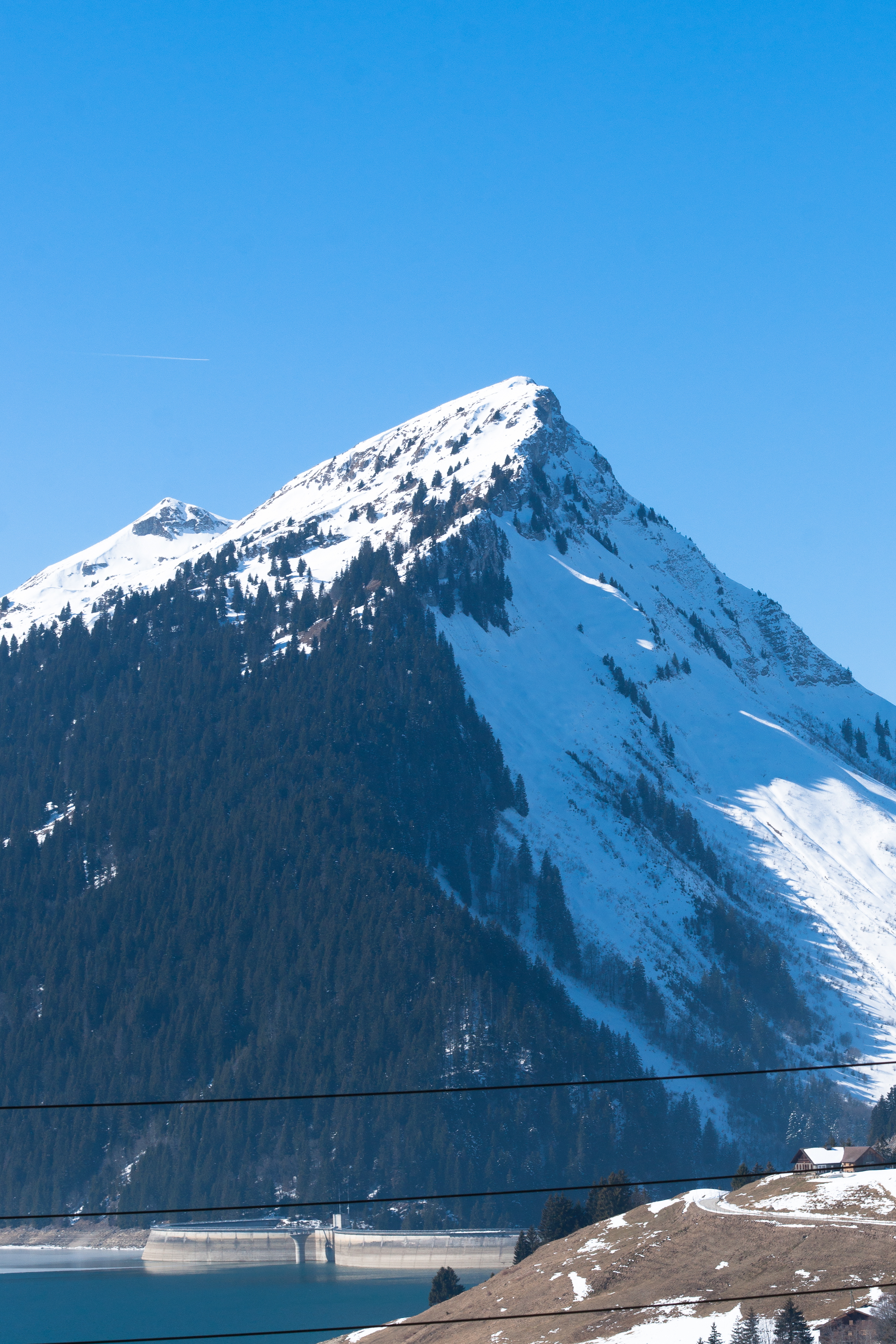

阿韋內爾峰（Pointe d'Aveneyre），是瑞士的山峰，位於該國西部，由沃州負責管轄，屬於瑞士阿爾卑斯山脈的一部分，海拔高度2,026米，每年平均降雨量1,395毫米。